# Champs golots
La fête des Champs golots est une tradition du département des Vosges et plus spécialement des vallées de la Moselle et de la Moselotte, à Remiremont et à Épinal notamment. Elle célèbre la fin de l'hiver.
En patois local, l'expression «lé chan golo» signifie que les champs « coulent », c'est-à-dire qu'ils sont libérés de la couche de neige et que les rigoles sont gorgées du trop-plein d'eau. Les enfants peuvent alors faire voguer toutes sortes de bateaux de fortune sur lesquels sont allumés des bouts de chandelles.
Organisée traditionnellement peu avant Pâques, le Jeudi saint ou le samedi des Rameaux, la fête voit les enfants présenter leurs plus belles réalisations de bateaux devant un jury d'adultes. On appelle aussi « champs-golots » ces embarcations basées sur des boîtes à fromage, qui doivent pouvoir flotter bien sûr, mais qui sont surtout jugées pour leur esthétique.

## La chanson
Jadis les enfants suivaient leur batelet en chantant. Les paroles sont reproduites phonétiquement par Gustave Fraipont :
|  | Lé chan golo                 | Les champs coulent                |
|  | Lé lour relo                 | Les veillées s'en vont            |
|  | Pâque revié                  | Pâques revient                    |
|  | Ço i gran bié                | C'est un grand bien               |
|  | Pou lé chette et pou lé chié | Pour les chats et pour les chiens |
|  | Pou lé jo tot aussi bié      | Et pour les gens tout aussi bien. |

Une variante de ce texte a été relevée à Remiremont et dans ses environs :
|  | Les lourres nayot        | Il n'y a plus de veillées   |
|  | Les champs gotot         | Les champs coulent          |
|  | Paîques revié            | Pâques revient              |
|  | Sot in grand bié         | C'est un grand bien         |
|  | Pour les geo et les chié | Pour les gens et les chiens |